# Бонефро
Бонефро (итал. Bonefro) је насеље у Италији у округу Кампобасо, региону Молизе.
Према процени из 2011. у насељу је живело 1404 становника. Насеље се налази на надморској висини од 628 м.

## Становништво
| 1931. | 1936. | 1951. | 1961. | 1971. | 1981. | 1991. | 2001. | 2011. |
| ----- | ----- | ----- | ----- | ----- | ----- | ----- | ----- | ----- |
| 4.707 | 4.870 | 5.041 | 4.223 | 2.759 | 2.642 | 2.166 | 1.873 | 1.528 |